# Hermann Georg Fritsche

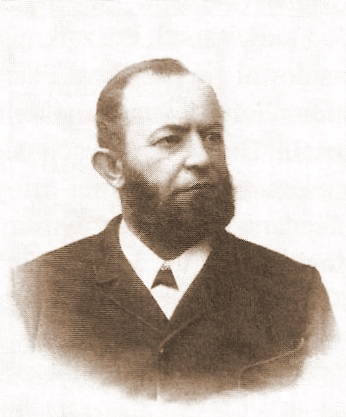
Hermann Fritsche

Hermann Hans Georg Fritsche (* 20. Dezember 1846 in Bielitz, Kaiserreich Österreich; † 8. Oktober 1924 in Biała Krakowska, Zweite Polnische Republik) war ein deutscher evangelisch-lutherischer Theologe, Pfarrer und Superintendent in Galizien (1897–1924). Er war Kirchenpräsident der Evangelischen Kirche A. und H. B. in Kleinpolen (1920–1924).

## Leben
Hermann Georg Fritsche wurde als Sohn des Chemikers Gustav Fritsche und dessen Frau Ida im schlesischen Bielitz geboren.
Er besuchte das Gymnasium in Teschen und studierte Evangelische Theologie in Wien (1866–1869), Jena und Berlin (1869–1872). Danach arbeitete er als Lehrer für Religion, deutsche Sprache und Geographie in der Evangelischen Realschule in Bielitz.
1872 wurde er ordiniert und war Vikar in Biala. 1874 wurde er Pfarrer in Wiener Neustadt, 1883 in Bielitz und 1885 in Biala.
Er initiierte die Gründung zweier Schulen und gründete mit seiner Frau ein Waisenhaus in Biala.
1896 wurde er erstmals zum Präsidenten der Generalsynode der Evangelischen Kirche A. B. in Österreich in Wien gewählt. 1897 wurde er Superintendent der evangelischen Superintendentur A. B. in Galizien.
1920 gründete er mit anderen eine eigenständige deutsche Evangelische Kirche A. und H. B. in Kleinpolen im neuen polnischen Staat und wurde deren Kirchenpräsident. 1923 wurde ein Nachfolger gewählt.
1924 starb Hermann Fritsche in Biała.

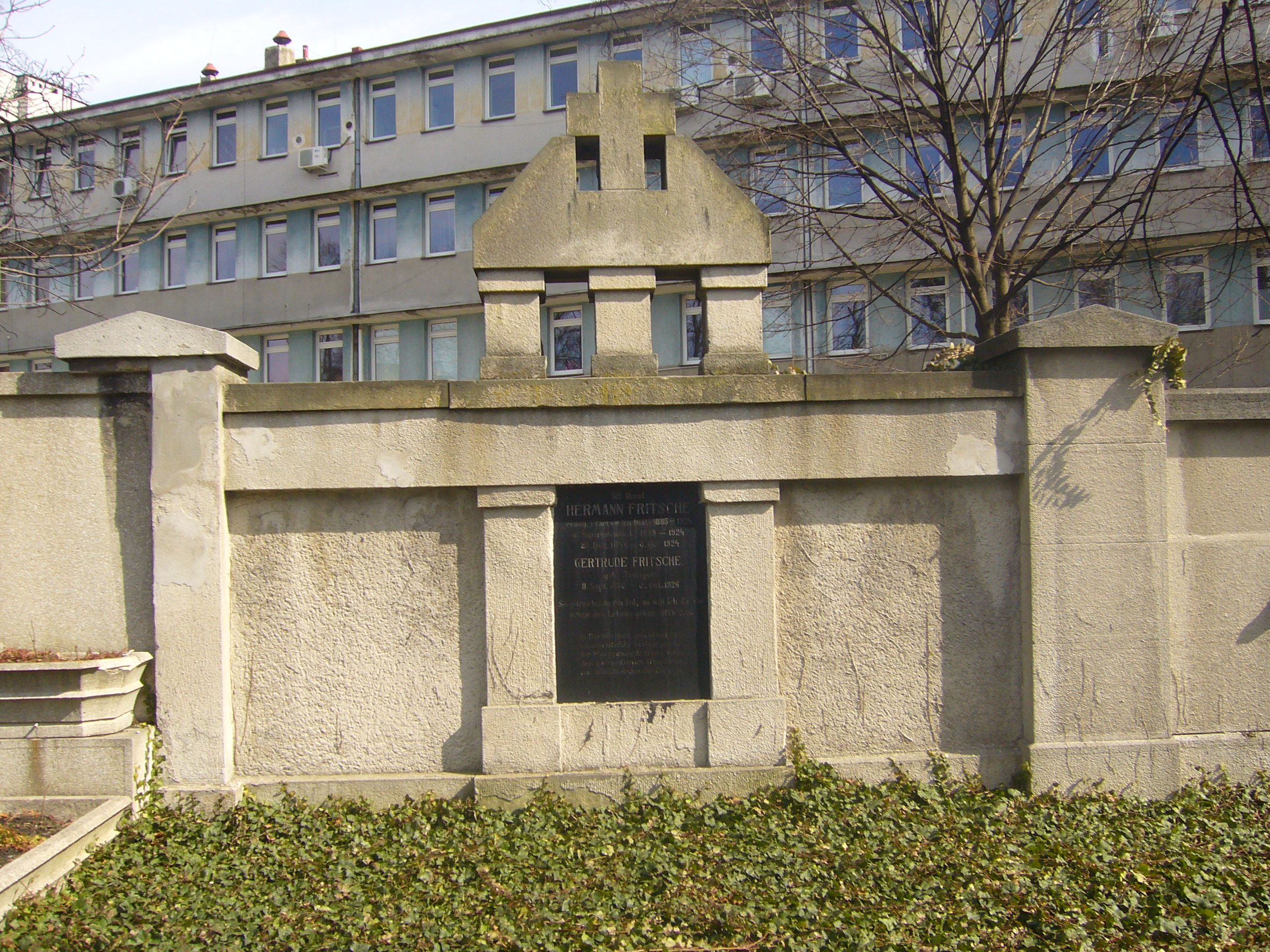
Grab von Hermann Fritsche in Bielsko-Biała

## Familie
Hermann Fritsche war verheiratet mit Laura Gertrud Seeliger (* 1850), einer Tochter von Rudolf Seeliger, Bürgermeister von Biala.

## Ehrungen
- Ehrendoktor der Theologischen Fakultät der Universität Wien, 1911
- Franz-Joseph-Orden (Kommandeur)
- Orden der Eisernen Krone (Ritter)